# Psilopogon pyrolophus
Il barbetto ciuffoflammeo (Psilopogon pyrolophus S.Müller, 1836) è un uccello della famiglia Megalaimidae.